# Pink Floyd - The Wall
Pink Floyd - The Wall è un film del 1982 diretto da Alan Parker. Il film, tranne alcune scene recitate, è costruito attorno alle canzoni contenute nel concept album The Wall, un'opera rock dei Pink Floyd del 1979 della quale rappresenta la trasposizione cinematografica. Venne presentato fuori concorso il 23 maggio 1982 al 35º Festival di Cannes e venne proiettato per la prima volta il 14 luglio dello stesso anno al Leicester Square Empire Theatre di Londra. Il brano Another Brick in the Wall ha vinto il BAFTA per la migliore canzone originale.

## Trama
In una stanza d'albergo a Los Angeles Pink, rockstar con problemi di droga, subito prima di un concerto sta guardando alla TV un vecchio film di guerra grazie al quale rivive i momenti più significativi della sua tragica esistenza: il padre morto nella seconda guerra mondiale quand'egli era ancora in fasce, il crudele maestro di scuola, la madre iperprotettiva, la moglie infedele e le groupies che darebbero l'anima per stare con lui.
Tutti questi avvenimenti non hanno fatto altro che erigere intorno a Pink un muro psicologico che lo protegge dalle altre persone, ma che col passare del tempo lo soffoca. Dopo avere portato con sé in albergo una groupie e avere distrutto la stanza, Pink pone l'ultimo mattone nel muro, chiudendosi del tutto nella sua follia. Il suo staff lo trova in condizioni disumane e, dopo averlo rimesso in sesto, lo trascina a tenere il concerto che però nella sua mente assume la forma di un raduno nazista nel quale egli è il leader che arringa le masse dal palco.
Ormai al culmine della pazzia, Pink immagina scorribande di squadre naziste e martelli che al suo comando marciano al passo dell'oca finché, in un attimo di lucidità, si sottopone a un processo nel quale tutti i personaggi significativi della sua vita, rappresentati come grottesche creature, lo accusano delle sue infamie: al termine, il giudice nella sentenza decreta l'abbattimento del muro, riesponendo così Pink al mondo reale.

## Produzione
(Alan Parker)
Verso la metà degli anni settanta, i Pink Floyd erano all'apice del successo; Waters iniziò a sentirsi sempre più estraniato e distante psicologicamente dal loro pubblico:
(Roger Waters)
Waters si sentiva dunque a disagio per questa forma di successo che non dipendeva necessariamente dai lavori del suo gruppo. L'idea del film nacque quindi proprio da questo disorientamento e la stessa decisione di dare al protagonista il nome di "Pink", è un evidente trasposizione di come il gruppo si sentiva rispetto ai propri fans. Il film simboleggiò l'apertura verso una nuova era per le rock band, che i Pink Floyd esplorarono (...) sentendo la realtà dell'"essere dove si è" degli esistenzialisti, riconoscendosi in Jean-Paul Sartre.

Roger Waters e il disegnatore Gerald Scarfe per il The Wall Tour avevano ideato un vero e proprio spettacolo teatrale e avevano poi scritto una prima stesura della sceneggiatura per realizzare un film; questa sceneggiatura venne proposta al regista Alan Parker che inizialmente rifiutò l'incarico in quanto impegnato in un altro film ma accettò l'incarico di produttore; per avere un'idea di cosa fosse l'opera che avrebbero realizzato, Parker andò in Germania con Michael Seresin per assistere a un concerto del tour, rimanendone impressionato; concluso poi l'impegno di Parker con l'altro film, si ritrovò con Waters e Scarfe per revisionare la sceneggiatura; inizialmente la regia fu affidata a Seresin e Scarfe ma presto vennero sostituiti da Parker che rivoluzionò il progetto iniziale abbandonando l'idea di inserire filmati presi durante i concerti oltre a quella di avere Waters come protagonista che venne poi assegnato a Bob Geldof che Parker aveva apprezzato per l'interpretazione di un video musicale. Le riprese iniziarono il 7 settembre 1981 e durarono due mesi; per il montaggio ci vollero altri otto mesi.

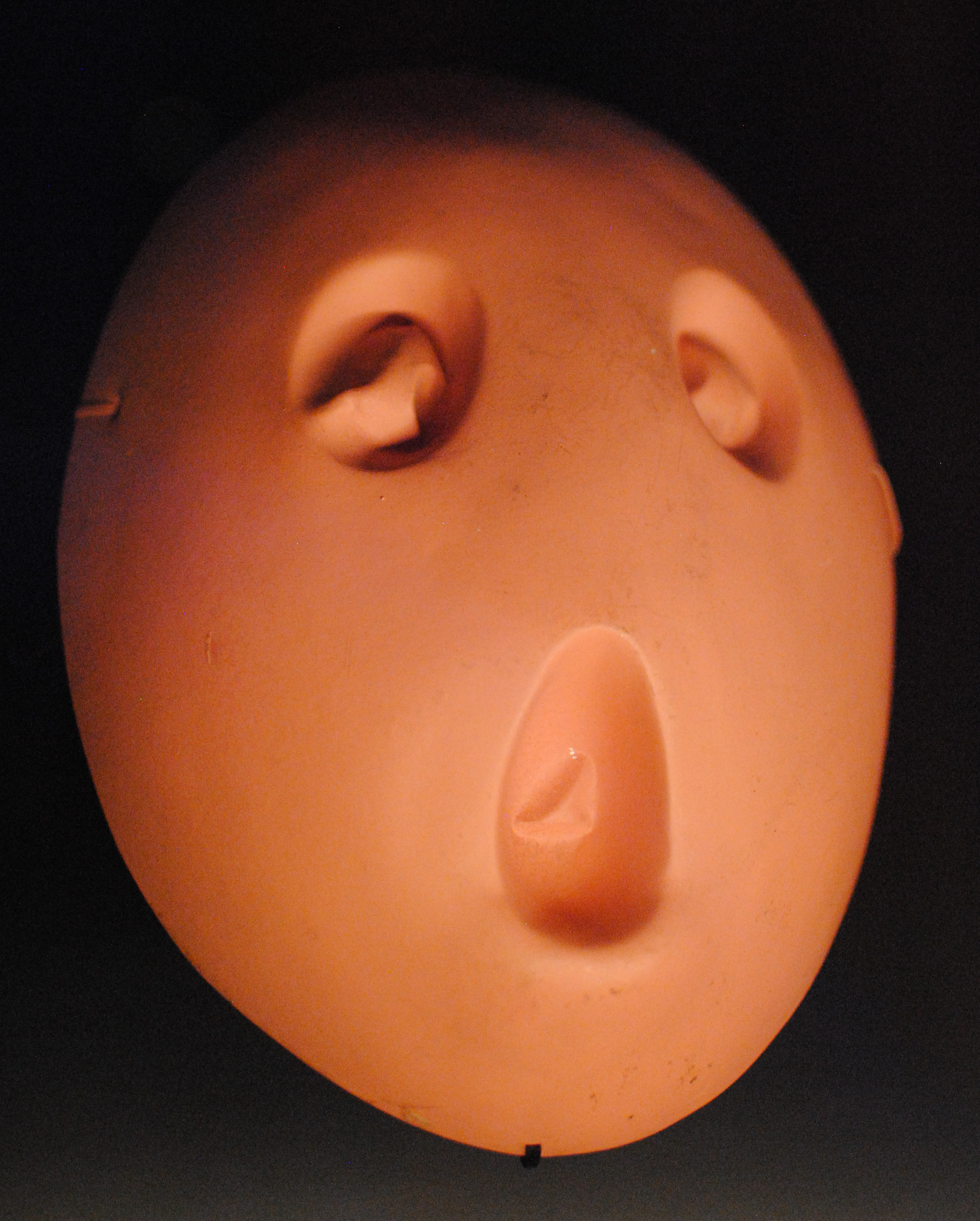
Una delle maschere indossate dai bambini nelle scene in classe del videoclip esposta alla mostra Pink Floyd: Their Mortal Remains.

Waters, dal canto suo, spodestato dal ruolo di comando e incapace di seguire personalmente la regia, abbandonò le riprese per un mese di vacanze forzate, lasciando Parker libero di organizzare il lavoro. Il regista accantonò così l'idea di utilizzare riprese effettuate dal vivo durante i concerti del tour di The Wall utilizzando soltanto le sequenze animate di Scarfe che, in quei concerti, erano proiettate sul muro che s'innalzava progressivamente fino a nascondere totalmente il gruppo alla vista del pubblico per tutta la seconda metà dello spettacolo, per poi venire abbattuto solo nel finale.

## Colonna sonora
Il film, fatta eccezione per brevi scene recitate, è interamente costruito attorno alle canzoni che compongono l'album The Wall: esse tuttavia presentano molte differenze rispetto alle versioni contenute nel disco. Nel film è stata aggiunta la canzone What Shall We Do Now? (tagliata dall'album per questioni di minutaggio). Inoltre le tracce Hey You e The Show Must Go On furono escluse dal film perché ridondanti rispetto all'andamento della storia.
- When the Tigers Broke Free (prima parte) (Canzone nuova, divisa in due parti per il film ma poi pubblicata unitamente come singolo nel 1982 e successivamente inclusa nella compilation Echoes: The Best of Pink Floyd (2001) e nell'edizione in CD di The Final Cut (2004)).
- In the Flesh? (Estesa, re-mixata e ri-cantata da Geldof[12])
- The Thin Ice (Estesa e re-mixata[12] con un pianoforte ulteriore nel secondo verso, rimossi i suoni dei bambini.)
- Another Brick in the Wall, Part 1 (Parti ulteriori di basso)
- When the Tigers Broke Free (seconda parte)
- Goodbye Blue Sky (Re-mixata con il taglio di alcune misure nella seconda strofa.[12])
- The Happiest Days of Our Lives (Re-mixata. Tagliato il suono dell'elicottero e il parlato dell'insegnante è recitato da Alex McAvoy.[12])
- Another Brick in the Wall, Part 2 (Re-mixata[12] con un'ulteriore chitarra acustica, la strofa cantata dai bambini è abbreviata, le parti dell'insegnante vennero ri-registrate da McAvoy e inserite nel coro dei bambini il quale riecheggia anche durante il solo di chitarra.)
- Mother (Re-incisa completamente ad eccezione dell'assolo di chitarra. La strofa "Is it just a waste of time?" venne rimpiazzata da "Mother, am I really dying?".[12] L'ultima strofa è preceduta dalla scena in cui Pink, seduto al pianoforte, riceve la visita della ex moglie, ignorandola.)
- What Shall We Do Now? (Versione integrale del brano Empty Spaces che, sull'album, era stato accorciato per motivi di spazio.[12])
- Young Lust (Aggiunti degli urli; la telefonata intercontinentale di Pink a sua moglie, che sul disco chiudeva il brano, venne spostata all'inizio di What Shall We Do Now?)
- One of My Turns (Re-mixata. La parte della groupie è recitata da Jenny Wright.)
- Don't Leave Me Now (Accorciata e re-mixata.)
- Another Brick in the Wall, Part 3 (Ri-registrata completamente[12] con un tempo di poco più veloce.)
- Goodbye Cruel World (Identica.)
- Is There Anybody Out There? (Ri-registrata la parte della chitarra classica, questa volta suonata da David Gilmour con un plettro di cuoio, al contrario di quanto appare nella versione album dove la chitarra è suonata con le dita da Joe DiBlasi.)
- Nobody Home (Musicalmente immutata, ma con l'audio del televisore differente.)
- Vera (Identica)
- Bring the Boys Back Home (Ri-registrata completamente con una banda di ottoni e un coro maschile, senza la voce di Waters.[13] Dura più dell'originale.)
- Comfortably Numb (Re-mixata con l'aggiunta delle urla di Geldof. La parte del basso differisce parzialmente dalla versione sull'album.)
- In the Flesh (Ri-registrata completamente con una banda di ottoni e con Geldof alla voce.[12])
- Run Like Hell (Re-mixata e accorciata.)
- Waiting for the Worms (Accorciata di alcune strofe.)
- 5:11 AM (The Moment of Clarity) (Voce di Geldof, senza accompagnamento. La canzone, qui solo accennata, è tratta da The Pros and Cons of Hitch Hiking, un concept album che Waters scrisse contemporaneamente a The Wall e poi pubblicò come solista nel 1984. Geldof accenna anche il ritornello di Your Possible Pasts, canzone scritta per The Wall ma poi inclusa in The Final Cut.)
- Stop (Eseguita a cappella da Geldof, come il brano precedente. L'audio sullo sfondo di questa scena è l'introduzione di Gary Yudman tratta da The Wall Live at Earl's Court.[12])
- The Trial (Re-mixata.)
- Outside the Wall (Ri-registrata completamente[12] con una sezione di ottoni e un coro maschile. Estesa per coprire i titoli di coda, comprende un tema confluito in seguito nel brano Southampton Dock da The Final Cut.[14][15])

Le animazioni di Gerald Scarfe che accompagnano Empty Spaces/What Shall We Do Now?, Waiting for the Worms e The Trial venivano proiettate durante le esecuzioni dal vivo dell'album (cosa che non accadeva con l'animazione per Goodbye Blue Sky). Alcune di queste erano state disegnate per i tour del 1974 (Shine On You Crazy Diamond).

## Distribuzione
Il film venne proiettato fuori concorso durante il Festival di Cannes 1982. La première del film fu invece all'Empire di Leicester Square a Londra, il 14 luglio 1982. Presenziarono tutti i quattro membri del gruppo tranne Richard Wright, che non era più membro della band. Intervennero inoltre Scarfe, Paula Yates, Pete Townshend, Sting, Roger Taylor, James Hunt, Lulu e Andy Summers. Il film negli Stati Uniti è stato vietato ai minori di 17 anni, in Italia fu concessa la visione ai minori di 14 anni solo se accompagnati da adulto. In Regno Unito è stato vietato ai minori di 15 anni non accompagnati da adulto.
"Che cazzo è questo?" era invece l'espressione più adatta. Era qualcosa che nessuno aveva mai visto prima, una fusione di live-action, film e mondo surreale.»
(Alan Parker)

## Cast
- Bob Geldof: Pink
- Kevin McKeon: Pink adolescente
- David Bingham: Pink bambino
- Christine Hargreaves: madre di Pink
- Eleanor David: moglie di Pink
- Alex McAvoy: maestro di scuola
- Bob Hoskins: manager
- Michael Ensign: direttore dell'albergo
- James Laurenson: J. A. Pinkerton, padre di Pink
- Jenny Wright: groupie statunitense
- Margery Mason: moglie del maestro
- Ellis Dale: medico inglese
- James Hazeldine: amante
- Ray Mort: padre al parco giochi
- Robert Bridges: medico statunitense
- Joanne Whalley: groupie
- Nell Campbell: groupie
- Emma Longfellow: groupie
- Lorna Barton: groupie
- Marie Passarelli: cameriera spagnola
- Iain Owen Moor: testimone di nozze